# Vitalogy
"Vitalogy" is een studioalbum van de Amerikaanse rockband Pearl Jam dat in december 1994 werd uitgegeven. Het is het derde studio-album van de band, en het eerste sinds het overlijden van grunge-icoon Kurt Cobain een half jaar eerder.
Het eerste album van de band, Ten uit 1991, was inmiddels miljoenen keren in de Verenigde Staten verkocht en zou ten minste dertien miljoen keer verkocht worden. Het tweede album, Vs. uit 1993, hield jarenlang het record van snelstverkopende album in de Verenigde Staten en werd in de eerste week na vrijgave al bijna een miljoen keer verkocht. De verwachtingen omtrent het derde album waren dan ook hooggespannen.
De nummers voor Vitalogy zijn in een periode van een jaar opgenomen, beginnend na de vrijgave van Vs. in november 1993, waardoor veel nummers zijn ontstaan tijdens een tour voor het album Vs.. Dit was een hectische periode voor de band. Pearl Jam had al eerder (vanwege de exploderende populariteit) besloten om commerciële activiteiten te verminderen, en het uitbrengen van videoclips te staken. Nadat Kurt Cobain in april 1994 dood werd gevonden, bleef Pearl Jam zanger Eddie Vedder over als 'leider van een nieuwe generatie'. Tijdens de productie van Vitalogy werd gitarist Mike McCready opgenomen vanwege zijn alcoholgebruik.
De Amerikaanse zomertoer van 1994 werd geschrapt omdat Pearl Jam niet meer in zalen wilde spelen die door concertorganisator Ticketmaster werden georganiseerd. De band beschuldigde Ticketmaster ervan de fans onnodige kosten te laten maken en probeerde tevergeefs dat de Amerikaanse overheid het bedrijf aanklaagde vanwege een monopoliepositie. In juni 1994 getuigden bandleden Stone Gossard en Jeff Ament hiervoor. Dit zorgde voor extra onrust in de band. Drummer Dave Abbruzzese werd in augustus 1994 ontslagen en vervangen door Jack Irons. De band gaf aan dat politieke verschillen de reden was. Abbruzzese was bijvoorbeeld tegen het gevecht met Ticketmaster. Nieuw materiaal was al begin 1994 klaar, maar platenmaatschappij Epic Records of het gevecht met Ticketmaster zorgde ervoor dat de uitgave ervan werd uitgesteld.
Het album werd door velen als (nog) ruwer dan Vs. beschouwd en het bevatte enkele experimentele nummers. Stephen Thomas Erlewine van Allmusic schreef dat "thanks to its stripped-down, lean production, Vitalogy stands as Pearl Jam's most original and uncompromising album". Vele nummers lijken te draaien om de druk van beroemd zijn. Spin the Black Circle is een hommage aan het vinyl. De omslag van de cd is in de vorm van een boekje en bevat materiaal uit een medicijnboek uit de jaren twintig.
De verwachtingen zorgden er mede voor dat het album bijna net zo snel verkocht als Vs. ruim een jaar eerder, waarmee deze beide albums van Pearl Jam op dat moment de twee snelst verkopende albums in de geschiedenis van de Verenigde Staten waren. Het album kwam op #1 binnen in de Billboard Top 200 Albums en zou daar vijf weken blijven staan. In totaal zou Vitalogy in de Verenigde Staten ongeveer vijf miljoen keer verkocht worden.
Er zouden drie singles van Vitalogy verschijnen: het snelle Spin the Black Circle (november 1994), het weinig toegankelijke Not for You (maart 1995) en Immortality (juni 1995). Het nummer Better Man bereikte #1 in de Billboard Mainstream Rock hitlijst. Vitalogy kreeg een Grammy nominatie voor Album of the Year en Best Rock Album.
De nummers op het album zijn:

| Nr. | Titel                                                                      | Duur |
| --- | -------------------------------------------------------------------------- | ---- |
| 1.  | Last Exit                                                                  | 2:54 |
| 2.  | Spin the Black Circle                                                      | 2:48 |
| 3.  | Not for You                                                                | 5:52 |
| 4.  | Tremor Christ                                                              | 4:12 |
| 5.  | Nothingman                                                                 | 4:35 |
| 6.  | Whipping                                                                   | 2:35 |
| 7.  | Pry, To                                                                    | 1:03 |
| 8.  | Corduroy                                                                   | 4:37 |
| 9.  | Bugs                                                                       | 2:45 |
| 10. | Satan's Bed                                                                | 3:31 |
| 11. | Better Man                                                                 | 4:28 |
| 12. | Aye Davanita                                                               | 2:58 |
| 13. | - Immortality                                                              | 5:28 |
| 14. | - Hey Foxymophandlemama, That's Me (ook bekend onder de naam "Stupid Mop") |      |